# كلية الجراحين الملكية في أيرلندا
كلية الجراحين الملكية في أيرلندا (بالإنجليزية Royal College of Surgeons in Ireland (RCSI)، بالأيرلندية Coláiste Ríoga na Máinleá in Éirinn) هي مؤسسة طبية أيرلندية مقرها في سانت ستيفنز جرين في دبلن، وهي إحدى كليات جامعة أيرلندا الوطنية الخمس المعترف بها.
يرجع تاريخ تأسيس الكلية إلى سنة 1784 وتضم في الوقت الحالي مدارس للطب، والعلاج الطبيعي، والصيدلة، والتمريض، وتوفر التعليم الطبي على المستوى الجامعي ومستوى الدراسات العليا.